# Masicera caffrea
Masicera caffrea là một loài ruồi trong họ Tachinidae.